# Seznam dílů seriálu Odpadlík
Toto je seznam dílů seriálu Odpadlík. Americký akční seriál Odpadlík (v originále Renegade) byl původně vysílán v 90. letech 20. století v syndikaci (1.–4. řada) a poté na televizní stanici USA Network (5. řada). Celkem vzniklo v letech 1992–1997 v pěti řadách 110 dílů.

## Přehled řad
| Řada | Díly | Premiéra v USA | Premiéra v USA  | Premiéra v ČR      | Premiéra v ČR     | Stanice v USA |
| Řada | Díly | První díl      | Poslední díl    | První díl          | Poslední díl      | Stanice v USA |
| ---- | ---- | -------------- | --------------- | ------------------ | ----------------- | ------------- |
| 1    | 22   | 14. září 1992  | 17. května 1993 | 15. listopadu 1995 | 21. prosince 1995 | syndikace     |
| 2    | 22   | 18. září 1993  | 9. května 1994  | 26. prosince 1995  | 1. února 1996     | syndikace     |
| 3    | 22   | 12. září 1994  | 8. května 1995  | 5. února 1996      | 12. března 1996   | syndikace     |
| 4    | 22   | 11. září 1995  | 28. dubna 1996  | 29. listopadu 1997 | 25. dubna 1998    | syndikace     |
| 5    | 22   | 13. září 1996  | 4. dubna 1997   | 2. května 1998     | 5. prosince 1998  | USA Network   |

## Seznam dílů

### První řada (1992–1993)
| Č. v seriálu | Č. v řadě | Původní název         | Český název         | Režie             | Scénář                                        | Premiéra v USA     |
| ------------ | --------- | --------------------- | ------------------- | ----------------- | --------------------------------------------- | ------------------ |
| 1            | 1         | Renegade              | Odpadlík            | Ralph Hemecker    | Stephen J. Cannell                            | 14. září 1992      |
| 2            | 2         | Hunting Accident      | Nehoda na lovu      | BJ Davis          | Stephen J. Cannell                            | 26. září 1992      |
| 3            | 3         | Final Judgement       | Poslední soud       | Ralph Hemecker    | Brian Herskowitz                              | 3. října 1992      |
| 4            | 4         | La Mala Sombra        | La Mala Sombra      | Adam Winkler      | Brad Markowitz                                | 10. října 1992     |
| 5            | 5         | Mother Courage        | Matka kuráž         | BJ Davis          | Edward Tivnan                                 | 17. října 1992     |
| 6            | 6         | Second Chance         | Druhá šance         | R. Marvin         | Kerry Lenhart, John J. Sakmar a Edward Tivnan | 24. října 1992     |
| 7            | 7         | Eye of the Storm      | Bouře               | David Schmoeller  | John Lansing a Bruce Cervi                    | 31. října 1992     |
| 8            | 8         | Payback               | Odplata             | Ralph Hemecker    | John Lansing a Bruce Cervi                    | 7. listopadu 1992  |
| 9            | 9         | The Talisman          | Talisman            | Mike Marvin       | Karen Harris                                  | 14. listopadu 1992 |
| 10           | 10        | Partners              | Partneři            | James R. Bagdonas | Gordon Dawson                                 | 21. listopadu 1992 |
| 11           | 11        | Lyon's Roar           | Řev džungle         | Anton Marius      | Morgan Gendel                                 | 4. ledna 1993      |
| 12           | 12        | Val's Song            | Valeriina píseň     | Adam Winkler      | Stephen J. Cannell                            | 11. ledna 1993     |
| 13           | 13        | Give and Take         | Dávej, ber          | R. Marvin         | Michael Pavone a Dave Alan Johnson            | 18. ledna 1993     |
| 14           | 14        | Samurai               | Samuraj             | Terrence O'Hara   | Shel Willens                                  | 25. ledna 1993     |
| 15           | 15        | The Two Renos         | Dva Renové          | Adam Winkler      | Edward Tivnan                                 | 1. února 1993      |
| 16           | 16        | Billy                 | Billy               | R. Marvin         | Nick Corea                                    | 18. února 1993     |
| 17           | 17        | Headcase              | Když jde o krk      | R. Marvin         | Nick Corea                                    | 15. února 1993     |
| 18           | 18        | The Hot Tip           | Skvělý tip          | James R. Bagdonas | Larry Mollin                                  | 22. února 1993     |
| 19           | 19        | Moody River           | Moody River         | Adam Winkler      | Larry Mollin                                  | 26. dubna 1993     |
| 20           | 20        | Vanished              | Ztracená            | Terrence O'Hara   | Robert Hamner                                 | 4. května 1993     |
| 21           | 21        | Fighting Cage: Part 1 | Klec smrti (část 1) | Ralph Hemecker    | Stephen J. Cannell                            | 10. května 1993    |
| 22           | 22        | Fighting Cage: Part 2 | Klec smrti (část 2) | R. Marvin         | Nick Corea                                    | 17. května 1993    |

### Druhá řada (1993–1994)
| Č. v seriálu | Č. v řadě | Původní název           | Český název                 | Režie              | Scénář                                   | Premiéra v USA     |
| ------------ | --------- | ----------------------- | --------------------------- | ------------------ | ---------------------------------------- | ------------------ |
| 23           | 1         | The Hound               | Hound                       | Michael Levine     | Bill Nuss                                | 18. září 1993      |
| 24           | 2         | The Champ               | Šampion                     | Bruce Kessler      | Richard C. Okie                          | 20. září 1993      |
| 25           | 3         | White Picket Fences     | Takové spořádané městečko   | Bruce Kessler      | Charles Grant Craig                      | 27. září 1993      |
| 26           | 4         | Dead End and Easy Money | Slepá ulice a snadný prachy | Michael Preece     | Stephen J. Cannell                       | 4. října 1993      |
| 27           | 5         | No Good Deed...         | Dobrý skutek                | Russell Solberg    | Richard C. Okie                          | 11. října 1993     |
| 28           | 6         | The Rabbit and the Fox  | Králík a liška              | Terrence O'Hara    | Bill Nuss                                | 23. října 1993     |
| 29           | 7         | Endless Summer          | Léto bez konce              | Gary Winter        | Robin Jill Burger                        | 25. října 1993     |
| 30           | 8         | Bonnie and Claire       | Bonnie a Claire             | Michael Levine     | Richard C. Okie                          | 6. listopadu 1993  |
| 31           | 9         | Wheel Man               | Řidič                       | Ralph Hemecker     | Bill Nuss a Richard C. Okie              | 8. listopadu 1993  |
| 32           | 10        | Windy City Blues        | Blues větrného města        | Terrence O'Hara    | Bill Nuss a Richard C. Okie              | 15. listopadu 1993 |
| 33           | 11        | Honor Bound             | Věc cti                     | Bob Bralver        | Greg Strangis                            | 22. listopadu 1993 |
| 34           | 12        | Hard Rider              | Drsný jezdec                | Russell Solberg    | Richard C. Okie                          | 8. ledna 1994      |
| 35           | 13        | Charlie                 | Charlie                     | Bruce Kessler      | Charles Grant Craig                      | 10. ledna 1994     |
| 36           | 14        | South of 98             | Jižně od devadesáté osmé    | James Whitmore Jr. | Charles Grant Craig                      | 17. ledna 1994     |
| 37           | 15        | Hostage                 | Rukojmí                     | Terrence O'Hara    | Robert Hamner                            | 24. ledna 1994     |
| 38           | 16        | Rabbit Redux            | Dovolená na horách          | Michael Levine     | námět: Bill Nuss scénář: Richard C. Okie | 31. ledna 1994     |
| 39           | 17        | The Posse               | Štvanice                    | Lyndon Chubbuck    | Nick Corea                               | 7. února 1994      |
| 40           | 18        | Once Burned, Twice Chey | Dvakrát měř, jednou věř     | Ralph Hemecker     | Richard C. Okie                          | 14. února 1994     |
| 41           | 19        | Sheriff Reno            | Šerif Reno                  | Lorenzo Lamas      | Nick Corea                               | 21. února 1994     |
| 42           | 20        | Murderer's Row: Part 1  | Vražedná soutěž (část 1)    | Ralph Hemecker     | Richard C. Okie                          | 25. dubna 1994     |
| 43           | 21        | Murderer's Row: Part 2  | Vražedná soutěž (část 2)    | Ralph Hemecker     | Richard C. Okie                          | 2. května 1994     |
| 44           | 22        | Carrick O'Quinn         | Carrick O'Quinn             | Michael Levine     | Bill Nuss                                | 9. května 1994     |

### Třetí řada (1994–1995)
| Č. v seriálu | Č. v řadě | Původní název                  | Český název          | Režie                | Scénář                                                   | Premiéra v USA     |
| ------------ | --------- | ------------------------------ | -------------------- | -------------------- | -------------------------------------------------------- | ------------------ |
| 45           | 1         | Dutch on the Run               | Dutch na útěku       | Terrence O'Hara      | Bill Nuss a Richard C. Okie                              | 12. září 1994      |
| 46           | 2         | The Trial of Reno Raines       | Reno u soudu         | Michael Levine       | Stephen J. Cannell                                       | 19. září 1994      |
| 47           | 3         | Escape                         | Útěk                 | Ralph Hemecker       | námět: Bill Nuss scénář: Richard C. Okie                 | 26. září 1994      |
| 48           | 4         | The King and I                 | Král a já            | James Darren         | Richard C. Okie                                          | 3. října 1994      |
| 49           | 5         | Black Wind                     | Černý vítr           | Ralph Hemecker       | námět: Fred L. Miller scénář: Richard C. Okie            | 10. října 1994     |
| 50           | 6         | Way Down Yonder in New Orleans | Jako za starých časů | Ronald Víctor García | D. Victor Hawkins a Tom Nelson                           | 17. října 1994     |
| 51           | 7         | Rustler's Rodeo                | Rodeo zlodějů        | Russell Solberg      | Donald Marcus                                            | 24. října 1994     |
| 52           | 8         | Muscle Beach                   | Pláž samý sval       | Terrence O'Hara      | D. Victor Hawkins a Tom Nelson                           | 31. října 1994     |
| 53           | 9         | The Late Shift                 | Noční vysílání       | Lee H. Katzin        | Bill Nuss                                                | 7. listopadu 1994  |
| 54           | 10        | Thrill Kill                    | Vzrušující lov       | Terrence O'Hara      | Ronald W. Taylor                                         | 14. listopadu 1994 |
| 55           | 11        | Teen Angel                     | Andílek              | Bruce Kessler        | Nicholas J. Corea                                        | 21. listopadu 1994 |
| 56           | 12        | Den of Thieves                 | Zlodějské doupě      | Ralph Hemecker       | Donald Marcus                                            | 2. ledna 1995      |
| 57           | 13        | Rancho Escondido               | Rancho Escondido     | Michael Vejar        | B.J. Nelson                                              | 9. ledna 1995      |
| 58           | 14        | Cop for a Day                  | Policistou na den    | Russell Solberg      | námět: Bill Nuss scénář: Richard C. Okie a Donald Marcus | 16. ledna 1995     |
| 59           | 15        | Stalker's Moon                 | Kazatel              | Lorenzo Lamas        | Richard C. Okie                                          | 23. ledna 1995     |
| 60           | 16        | Repo Raines                    | Repo Raines          | Michael Levine       | Scott Smith Miller                                       | 30. ledna 1995     |
| 61           | 17        | Ace in the Hole                | Řezník               | Perry Husman         | Nicholas J. Corea                                        | 6. února 1995      |
| 62           | 18        | Living Legend                  | Živá legenda         | Terrence O'Hara      | námět: Michael Levine scénář: Richard C. Okie            | 13. února 1995     |
| 63           | 19        | Family Ties                    | Rodinné pouto        | Lorenzo Lamas        | námět: Marvin Herbert scénář: Marvin Herbert a Bill Nuss | 20. února 1995     |
| 64           | 20        | Broken on the Wheel of Love    | Láska může klamat    | Terrence O'Hara      | Donald Marcus                                            | 24. dubna 1995     |
| 65           | 21        | Split decision                 | Těžké rozhodnutí     | Russell Solberg      | Richard C. Okie                                          | 1. května 1995     |
| 66           | 22        | Hit Man                        | Zabiják              | Bill Nuss            | Bill Nuss                                                | 8. května 1995     |

### Čtvrtá řada (1995–1996)
| Č. v seriálu | Č. v řadě | Původní název             | Český název              | Režie                 | Scénář                                        | Premiéra v USA     |
| ------------ | --------- | ------------------------- | ------------------------ | --------------------- | --------------------------------------------- | ------------------ |
| 67           | 1         | Sawed-Off Shotgun Wedding | Svatba před hlavněmi     | Terrence O'Hara       | Richard C. Okie                               | 11. září 1995      |
| 68           | 2         | Honeymoon in Mexico       | Líbánky v Mexiku         | Charles Siebert       | Bill Nuss                                     | 18. září 1995      |
| 69           | 3         | The Ballad of D.B. Cooper | Balada o D. B. Cooperovi | Gary Winter           | Richard C. Okie                               | 25. září 1995      |
| 70           | 4         | Most Wanted               | Nejžádanější muž         | Ron Satlof            | Donald Marcus                                 | 2. října 1995      |
| 71           | 5         | Liar's Poker              | Hra lhářů                | Jeff Woolnough        | Raymond Hartung                               | 9. října 1995      |
| 72           | 6         | Dead Heat                 | Mrtvý závod              | Terrence O'Hara       | Donald Marcus                                 | 23. října 1995     |
| 73           | 7         | An Uncle in the Business  | Strýčkova práce          | Michael Levine        | James Kramer                                  | 30. října 1995     |
| 74           | 8         | Offshore Thunder          | Mořská bouře             | Russell Solberg       | Tony Blake a Paul Jackson                     | 6. listopadu 1995  |
| 75           | 9         | Studs                     | Hřebci                   | Carl Weathers         | Donald Marcus                                 | 13. listopadu 1995 |
| 76           | 10        | Another Place and Time    | Jinde a v jiné době      | Corey Michael Eubanks | Robin Jill Bernheim                           | 20. listopadu 1995 |
| 77           | 11        | Sins of the Father        | V říši otců              | Terrence O'Hara       | Stephen J. Cannell                            | 27. listopadu 1995 |
| 78           | 12        | No Place Like Home        | Doma je doma             | Ronald Víctor García  | Janet Greek                                   | 1. ledna 1996      |
| 79           | 13        | Baby Makes Three          | S dítětem jsou tři       | Russell Solberg       | Robin Jill Bernheim                           | 8. ledna 1996      |
| 80           | 14        | Hound Downtown            | Hound je ve městě        | Ron Satlof            | Donald Marcus                                 | 15. ledna 1996     |
| 81           | 15        | Stationary Target         | Bezmocný terč            | Don Michael Paul      | Richard C. Okie                               | 20. ledna 1996     |
| 82           | 16        | Rio Reno                  | Rio Reno                 | Perry Husman          | Robin Jill Bernheim                           | 27. ledna 1996     |
| 83           | 17        | Paradise Lost             | Ztracený ráj             | Jeff Woolnough        | W. Reed Moran                                 | 5. února 1996      |
| 84           | 18        | Love Hurts                | Láska bolí               | Russell Solberg       | Donald Marcus                                 | 12. února 1996     |
| 85           | 19        | Hard Evidence             | Jasný důkaz              | Lorenzo Lamas         | Robin Jill Bernheim                           | 19. února 1996     |
| 86           | 20        | The Dollhouse             | Dům pro panenky          | Tawnia McKiernan      | Robin Jill Bernheim                           | 15. dubna 1996     |
| 87           | 21        | Hog Calls                 | Volá Hog                 | Branscombe Richmond   | Donald Marcus                                 | 22. dubna 1996     |
| 88           | 22        | The Road Not Taken        | Podivná cesta            | Richard C. Okie       | námět: Michael Levine scénář: Richard C. Okie | 28. dubna 1996     |

### Pátá řada (1996–1997)
| Č. v seriálu | Č. v řadě | Původní název             | Český název                   | Režie               | Scénář                                         | Premiéra v USA     |
| ------------ | --------- | ------------------------- | ----------------------------- | ------------------- | ---------------------------------------------- | ------------------ |
| 89           | 1         | No Balls, Two Strikes     | 2:0 na body                   | Jeff Woolnough      | Richard C. Okie                                | 13. září 1996      |
| 90           | 2         | Self Defence              | Sebeobrana                    | Ron Satlof          | Janet Greek                                    | 20. září 1996      |
| 91           | 3         | Mr. Success               | Pan Úspěch                    | Jeff Woolnough      | Raymond Hartung                                | 27. září 1996      |
| 92           | 4         | Five Minutes to Midnight  | Pět minut před půlnocí        | Ron Satlof          | Richard C. Okie                                | 4. října 1996      |
| 93           | 5         | God's Mistake             | Boží omyl                     | Tom Neuwirth        | Ethlie Ann Vare                                | 18. října 1996     |
| 94           | 6         | Ghost Story               | Duchařská historie            | Russell Solberg     | Fred L. Miller                                 | 25. října 1996     |
| 95           | 7         | The Milk Carton Kid       | Pohřešované dítě              | Charles Siebert     | Janet Greek                                    | 1. listopadu 1996  |
| 96           | 8         | High Rollers              | Vysoká sázka                  | Russell Solberg     | Raymond Hartung                                | 8. listopadu 1996  |
| 97           | 9         | For Better, for Worse     | V dobrém i ve zlém            | Charles Siebert     | Ethlie Ann Vare                                | 15. listopadu 1996 |
| 98           | 10        | The Pipeline              | Potrubí                       | Ron Satlof          | Raymond Hartung                                | 22. listopadu 1996 |
| 99           | 11        | Ransom                    | Výkupné                       | John Paragon        | Richard C. Okie                                | 6. prosince 1996   |
| 100          | 12        | Father's Day              | Den otců                      | Ron Satlof          | Julie G. Beers                                 | 13. prosince 1996  |
| 101          | 13        | Hard Rain                 | Studená sprcha                | Tawnia McKiernan    | Raymond Hartung                                | 13. ledna 1997     |
| 102          | 14        | Top Ten with a Bullet     | Prvních deset na žebříčku     | Jeff Woolnough      | Ethlie Ann Vare                                | 24. ledna 1997     |
| 103          | 15        | SWM Seeks Vctm            | ONA hledá JEHO                | Stephen L. Posey    | námět: Deborah J. Ezer scénář: Ethlie Ann Vare | 27. ledna 1997     |
| 104          | 16        | Knock Out                 | Knockout                      | Terence J. Edwards  | William Bigelow                                | 7. února 1997      |
| 105          | 17        | Sex, Lies and Activewear  | Sex, lži a sportovní prádlo   | Lorenzo Lamas       | Ethlie Ann Vare                                | 28. února 1997     |
| 106          | 18        | Blood Hunt                | Honba za krví                 | Bruce Kessler       | Richard Gilbert Hill                           | 7. března 1997     |
| 107          | 19        | Bounty Hunter of the Year | Lovec odměn roku              | Ron Satlof          | Richard C. Okie a Julie G. Beers               | 14. března 1997    |
| 108          | 20        | Born Under a Bad Sign     | Zrozen pod nešťastnou hvězdou | Ron Satlof          | Raymond Hartung                                | 21. března 1997    |
| 109          | 21        | The Maltese Indian        | Maltézský indián              | Perry Husman        | Robert Earll                                   | 28. března 1997    |
| 110          | 22        | The Bad Seed              | Zkažené jablko                | Branscombe Richmond | Richard C. Okie                                | 4. dubna 1997      |